# Karl Rove
Karl Christian Rove (Denver, Colorado, 25 de diciembre de 1950) es un consultor político de Estados Unidos reconocido por haber sido consejero mayor y principal estratega político del presidente George Walker Bush.
Está casado y tiene un hijo.
En la década de los 70 llegaría a trabajar para George Herbert Walker Bush habiendo sido un líder conservador en la universidad. 
Ha sido llamado por George W. Bush ‘el arquitecto de la victoria’ al darle la reelección en las elecciones presidenciales de 2004. Asimismo proporcionó su victoria para la consecución de la gobernación del Estado de Texas. Es también jefe de personal y diputado de la Casa Blanca en cargo de política.
Otros clientes para los que desarrolló una campaña electoral han sido John Ashcroft, Bill Clements y Phil Gramm.
Rove ha sido un blanco frecuente de los críticos de la administración de Bush. Lo sitúan actualmente en el «caso Plame». Sus opositores políticos afirman que Rove reveló la identidad de Valerie Plame, una agente encubierta de la CIA, y la de su marido, Joseph C. Wilson, como venganza a la oposición de este último a la invasión de Irak. Rove niega la acusación.